# Chiesa di Santa Maria della Croce (Foggia)
La chiesa di Santa Maria della Croce è una chiesa di Foggia.
Fu costruita in sostituzione dell'antica chiesa di Santa Elena (anche detta "Madonna della Croce", o "Santa Maria della Neve"), demolita nel 1936 per esigenze cittadine. La scelta del sito per la sua riedificazione cadde sulla zona della stazione ferroviaria, per dare ai suoi abitanti l'assistenza religiosa, completa e permanente, con l'erezione di una nuova parrocchia. Monsignor Farina acquistò il terreno necessario e affidò la progettazione del complesso parrocchiale a Monsignor Chiappetta, architetto della Santa Sede. I lavori per l'edificazione del tempio furono iniziati nel 1937, durante i quali, con voto favorevole del capitolo Cattedrale liberato il 28 marzo 1943, la futura chiesa e il complesso parrocchiale l'8 maggio dello stesso anno furono affidati dallo stesso Monsignor Farina ai Figli della Divina Provvidenza. Nonostante la chiesa fosse incompiuta, con bolla del 18 dicembre 1946, Monsignor Farina la eresse a parrocchia, funzionante temporaneamente in una cappella provvisoria.
All'interno della chiesa è custodito un affresco risalente all'XI secolo raffigurante la Madonna con Gesù Bambino che reggono la Croce. Secondo la tradizione, l'originale chiesa di S. Elena era stata costruita all'inizio del XII secolo nella località del rinvenimento di questa icona. La stessa icona porta alla denominazione attuale.
Sono inoltre custoditi all'interno della chiesa un Crocifisso ligneo del XVI secolo ed un dipinto a olio su tela, di epoca leggermente posteriore, derivanti da una precedente chiesa costruita nel XVI secolo al posto della cappella di S. Elena, a sua volta sostituita dall'attuale costruzione.